# Sousa sahulensis
Sousa sahulensis is een zoogdier uit de familie van de dolfijnen (Delphinidae). De wetenschappelijke naam van de soort werd voor het eerst geldig gepubliceerd door Jefferson & Rosenbaum in 2014.

## Voorkomen
De soort komt voor langs de kust van noordelijk Australië en zuidelijk Nieuw-Guinea.